# 駿台文庫
駿台文庫株式会社（すんだいぶんこ）は、大学受験予備校の駿台予備学校（駿台グループ）が運営する出版社である。大学入試完全対策シリーズは青本と称される。

## 概要
著者としてイギリス文学者の奥井潔や筒井正明、物理学者の山本義隆など専門家メンバーにより出版される。書籍内容は高度で大学教養レベルの解説も展開する。また、入門書や中学生を対象とする参考書を出版する。なお、青表紙とは限らない外装の書籍も販売する。
同社が最初に出版した書籍は鈴木長十・伊藤和夫『基本英文700選』であり、大学入試過去問題集の青本の由来となった。2008年7月28日、東京都千代田区神田須田町から文京区小石川に移転し、2011年春に現地に移転した。駿台グループには、曜曜社出版（のちの駿台曜曜社）という出版社が過去に存在し、教育参考書ではなく一般書の出版したが、後に会社を解散した。

## 主な出版物

### 英語

#### 語彙
- 刀祢雅彦・霜康司『システム英単語』（別売りCDあり）
- 刀祢雅彦・霜康司『システム英単語Basic』（別売りCDあり）
- 刀祢雅彦・霜康司『システム英単語 Premium 語源編』（CD2枚付き）
- 刀祢雅彦・霜康司『システム英熟語』

#### 文法
- 伊藤和夫『新・英文法頻出問題演習』シリーズ （Part1 文法篇､Part2 熟語篇・英文法問題集）※現在は2分冊、著者没後に出版社で分割
- 飯田康夫『英文法道場』シリーズ（4択問題123×3・正誤問題123・整序問題123）
- 高橋善昭・山口玲児・田上芳彦『そこが知りたい英文法』
- 刀祢雅彦『ビジュアル英文法』
- 田中健一『英文法基礎10題ドリル』

#### 読解・構文
- 伊藤和夫『英語総合問題演習』シリーズ（入門篇・基礎篇・中級篇・上級篇）
- 伊藤和夫『英語構文詳解』
- 鈴木長十・伊藤和夫『新・基本英文700選』　※「新」は両著者没後、駿台文庫で改訂を行ったもの。
- 伊藤和夫『ビジュアル英文解釈』（part1・part2）
- 伊藤和夫『英文和訳演習』シリーズ（入門篇・基礎編・中級篇・上級篇）
- 高橋善昭・佐藤治雄・斎藤資晴・大田博司『必修英語構文』 - 関係詞連鎖など、文法理論の入門書
- 高橋善昭・佐藤治雄・斎藤資晴・武富直人『そこが知りたい英文読解』
- 高橋善昭『英文 要旨要約問題の解法』
- 伊藤和夫『英語要旨大意問題演習』
- 竹岡広信 『英文読解の原則125』
- 桜井博之『英文読解の着眼点』
- 大島保彦『英語長文問題集 文を超えて、文章を読む』

#### 英作文・リスニング・発音・アクセント
- 竹岡広信 『よくばり英作文』
- 飯田康夫『英作文 基本300選』
- 駿台英語科編『大学入試パーフェクトリスニング』（part1 基礎編・part2 実践編）
- 鳥飼和光『英語の発音・アクセント総仕上げ』

#### 英語学習法
- 伊藤和夫『伊藤和夫の英語学習法』

### 数学
- 『カルキュール（基礎力・計算力アップ問題集）』（I･A､Ⅱ･B､Ⅲ･C）⇒（改訂版）は（I･A、Ⅱ･B、Ⅲとなっている）
- 『基本演習』（IA・IIB・IIIC）
- 『実践演習』（IA・IIB・IIIC）
- 清 史弘『新数学Plus Elite - 大学受験生のための教科書』(検定外教科書ではなく、学習参考書扱い)
  1. 『新数学Plus Elite数学I・A - 大学受験生のための教科書』
  2. 『新数学Plus Elite数学II・B - 大学受験生のための教科書』
  3. 『新数学Plus Elite数学III - 大学受験生のための教科書』
- 清 史弘『受験数学の理論』（全11巻） - 数学の検定外教科書
  1. 数と式（方程式・不等式）
  2. 関数（三角関数・対数関数・二次関数・有理関数・無理関数）
  3. 場合の数と確率
  4. 図形と式（円の方程式・領域）
  5. ベクトル
  6. 数列（級数・極限を含む）
  7. 微分法・積分法の基礎
  8. 微分・積分
  9. 行列
  10. 2次曲線
  11. 受験数学と教えられない数学
- 清史弘『分野別 受験数学の理論問題集』（全7巻） - 『受験数学の理論』の準拠問題集
  1. 数と式
  2. （未刊）
  3. 場合の数と確率
  4. 図形と式／ベクトル
  5. 数列
  6. 微分・積分
  7. 行列と1次変換／2次曲線
- 清史弘『数学の計算革命』
- 長岡亮介・渡辺理史『最高峰の数学へチャレンジ』
- 亀田隆・荒木重蔵『数II微分・積分が得意になる問題集』

### 国語

#### 現代文
- 藤田修一『現代文演習』（入門篇　基礎篇　中級篇　上級篇）
- 藤田修一・二戸宏羲『基礎徹底 必修漢字800選』
- 藤田修一『必修漢字1200選＜増補改訂版＞』
- 『現代文攻略法 設問即応20の解法』
- 清水正史・二戸宏羲『現代文ターゲット別問題集』（ハイレベル私大編・ハイレベル記述編・センターレベル完成編）
- 霜栄『現代文読解力の開発講座』
- 霜栄『生きる漢字・語彙力』
- 桑原聡『見て覚える頻出漢字』

#### 古文
- 関谷浩『古文解釈の方法』
- 関谷浩『古文の解釈 精選問題集』
- 関谷浩『古文解釈の実践 初級問題集』
- 関谷浩『古文解釈の完成 中・上級問題集』
- 関谷浩『古文解釈 はじめの一歩』
- 関谷浩『はじめの一歩 古文読解問題集』
- 関谷浩・桑原岩雄・中島繁夫『古典文法入門』
- 菅野三恵『いますぐ覚える古文単語300』
- 栗原隆『頻出古文単語250』
- 栗原隆『ボーダーを超える古文』
- 高橋正治『古文読解教則本』
- 碁石雅利・高橋宏幸・中村幸弘『正しく読める古典文法』
- 白鳥永興・田畑千恵子『古文必修問題集 演習編』
- 上野一孝『古文必修問題集 実戦編』

#### 漢文
- 斉京宣行『句形と語法がわかる漢文基礎トレーニング』
- 山田勝美『新漢文問題精選』

#### 小論文
- 中野芳樹『医系小論文 テーマ別課題文集 21世紀の医療 改訂版』
- 中野芳樹・奥村清次・小泉徹・松本孝子『小論文 テーマ別課題文集 21世紀を生きる 改訂版』
- 岡田寿彦『論文って、どんなもんだい』

### 理科

#### 物理
- 山本義隆『新・物理入門 増補改訂版』
- 山本義隆『新・物理入門 問題演習 改訂版』
- 坂間勇『大学へのスーパー物理 現代の物理学（力学編）』（絶版・重版未定）
- 高橋法彦『物理の分野別問題集』（力学編　波動・熱編　電磁気編）
- 高橋和浩『らくらくわかる 物理I 問題集』

#### 化学
- 三國均・関藤裕司『新・化学入門 増補改訂版』
- 石川正明『原点からの化学シリーズ』（化学の計算・無機化学・有機化学・化学の理論・化学の発想法） [2]
- 石川正明『新・理系の化学』（上・下）
- 石川正明『化学 記述・論述問題の完全対策』
- 石川正明『新理系の化学問題100選』
- 石川峻『有機化学演習』

#### 生物
- 吉田邦久・出井満・大森徹・中島丈治・佐野芳史・小嵜可菜『生物用語集』
- 吉田邦久『図と表で見る生物』
- 佐野芳史『生物 実験考察問題入門』
- 吉田邦久監修・佐野芳史著『生物I・II入門』
- 大森徹・小嵜可菜・石井久美子・伊藤和修『生物I・II 基礎徹底問題集』
- 吉田邦久『生物 考える問題100選』
- 吉田邦久・佐野恵美子・佐野芳史・小出綾希・中島丈治『生物 考える実験問題50選』

### 『理系標準問題集』シリーズ
- 小島敏久『数学』
- 高橋法彦・松井康人・新田克己・斉藤全弘・中田俊司『物理』
- 鎌田真彰・三門恒雄・石川正明・仲森敏夫・片山雅之『化学』
- 大森徹『生物』

### 『お医者さんになろう』シリーズ
- 最首悟・勝田耕史・船岡富有子・大原正幸『英語』
- 小島敏久『数学』
- 森下寛之・小倉正舟『物理』
- 田中茂・杉本忠身・三門恒雄『化学』
- 朝霞靖俊『生物』
- 最首悟『小論文』

### 地歴・公民
- 井之上勇・角田和孝『日本史B よくでる テーマ別問題集』
- 井之上勇・今西晶子・須藤公博・高橋毅・塚原哲也・野島博之・比留間淳一『日本史 頻出わーど問題集』
- 駿台日本史科編『日本史史料集 改訂版』
- 駿台日本史科編『日本史史料問題集』
- 鈴木晟『世界史 頻出わーど問題集』
- 江島明・鈴木晟『世界史 論述問題集 45か条の論題』
- 須藤良『世界史総整理I・II』
- 佐藤專次『ビジュアル世界史問題集』

#### 『ちゃーと&わーど』シリーズ
- 『日本史』
- 『世界史』
- 『地理』
- 『倫理』
- 『政治経済』

### 青本シリーズ
- 『大学別過去問題集』（2023年度版）
  - 国立大学（前期日程のみ）
    - 5年分収録：東京大学・京都大学
    - 3年分収録：北海道大学・東北大学・一橋大学・東京工業大学・名古屋大学・大阪大学

  - 私立大学
    - 8年分収録：慶應義塾大学（医学部）
    - 3年分収録：早稲田大学・慶應義塾大学（医学部以外）・駿河台大学[3]
- 『実戦模試演習』（年度版）－過去の大学別実戦模試（国立大学のみ）を収録
  - 対象大学：東京大学・京都大学・大阪大学
- 『大学入試詳解』（年度版）－特定大学の過去問を科目ごとに収録
  - 対象大学：東京大学・京都大学
- 『大学入試センター試験 過去問題集』[4]（年度版）- 大学入試センター試験本番の過去問を収録
- 『大学入試センター試験 実戦問題集』（年度版）-オリジナル予想問題（駿台全国マーク模試の過去問）
- 『大学入試共通テスト 実戦問題集』（年度版）-収録は、「オリジナル予想問題」+「共通テスト過去問」

### センター試験対策
- 『短期攻略 センター』シリーズ
- 『短期攻略 センター総整理』シリーズ
- 『センター試験過去問ベストセレクション』シリーズ

### 共通テスト対策
- 『短期攻略 大学入学共通テスト』シリーズ

### 中高一貫学習シリーズ
- 上田惇巳・榎明夫・吉川浩之『数学分野別徹底問題集』（代数編1・代数編2・基礎解析編・微分積分編・幾何編・代数・幾何編・確率・統計編）
- 藤戸英行『英文法レベルアップ問題集』（基礎編・標準編・発展編）
- 菅野三恵『古典文法10題ドリル』